# Caria (Moimenta da Beira)
Caria is een plaats (freguesia) in de Portugese gemeente Moimenta da Beira en telt 579 inwoners (2001).